# Le Puiset-Doré
Le Puiset-Doré korábbi község Franciaország Loire mente régiójában, Maine-et-Loire megyében. 2015. december 15-én tíz másik korábbi községgel egyesült és Montrevault-sur-Èvre új község része lett.
Lakosainak száma 1182 fő (2018. január 1.). Le Puiset-Doré Saint-Christophe-la-Couperie, La Boissière-du-Doré, La Remaudière, La Chaussaire, Le Fief-Sauvin, Le Fuilet, Gesté és Saint-Rémy-en-Mauges községekkel határos.

## Népesség
A település népességének változása:
| Lakosok száma | 1001 | 977  | 969  | 968  | 928  | 1097 | 1166 | 1182 | 1190 | 1182 |
|               | 1962 | 1968 | 1982 | 1990 | 1999 | 2008 | 2011 | 2013 | 2017 | 2018 |